# Hellin Auvinen-Salmi
Hellin Auvinen Salmi, född Heino 13 mars 1911 i Kajana, död 21 april 1997 i Valkeakoski, var en finländsk skådespelare. Åren 1929–1944 var hon gift med skådespelaren Vilho Auvinen, med vilken hon hade sonen Vili Auvinen. Senare gifte hon sig med skådespelaren Veikko Salmi.

## Filmografi[3]
- Tehtaan varjossa, 1969
- Kardborren, 1970
- Äidin kuolema, 1974
- Sujut, 1974
- Pertsa ja Kilu, 1970–1974 (TV-serie)
- Meidän lapset, 1979
- Sotalapsi, 1980
- Mika eller Balladen om Kristus Perkele, 1980
- Reinikainen, 1983 (TV-serie)
- Elias vaeltaja, 1985 (TV-serie)
- Niskavuoren nuori emäntä, 1987
- Miehen etunoja, 1989
- Terveysasema, 1989
- Matka ajassa, 1992
- Metsolat, 1993 (TV-serie)
- The Big Freeze, 1993
- Taikapeili, 1995 (TV-serie)